# Thuja koraiensis
Thuja koraiensis é uma espécie de conífera da família Cupressaceae.
Pode ser encontrada nos seguintes países: China, Coreia do Norte e Coreia do Sul.
Está ameaçada por perda de habitat.